# Mattias Ekström
Mattias Ekström, född 14 juli 1978 i Falun, är en svensk racerförare som tävlar i rallycross och DTM. Ekström är son till tidigare rallycrossföraren Bengt Ekström.

## Racingkarriär

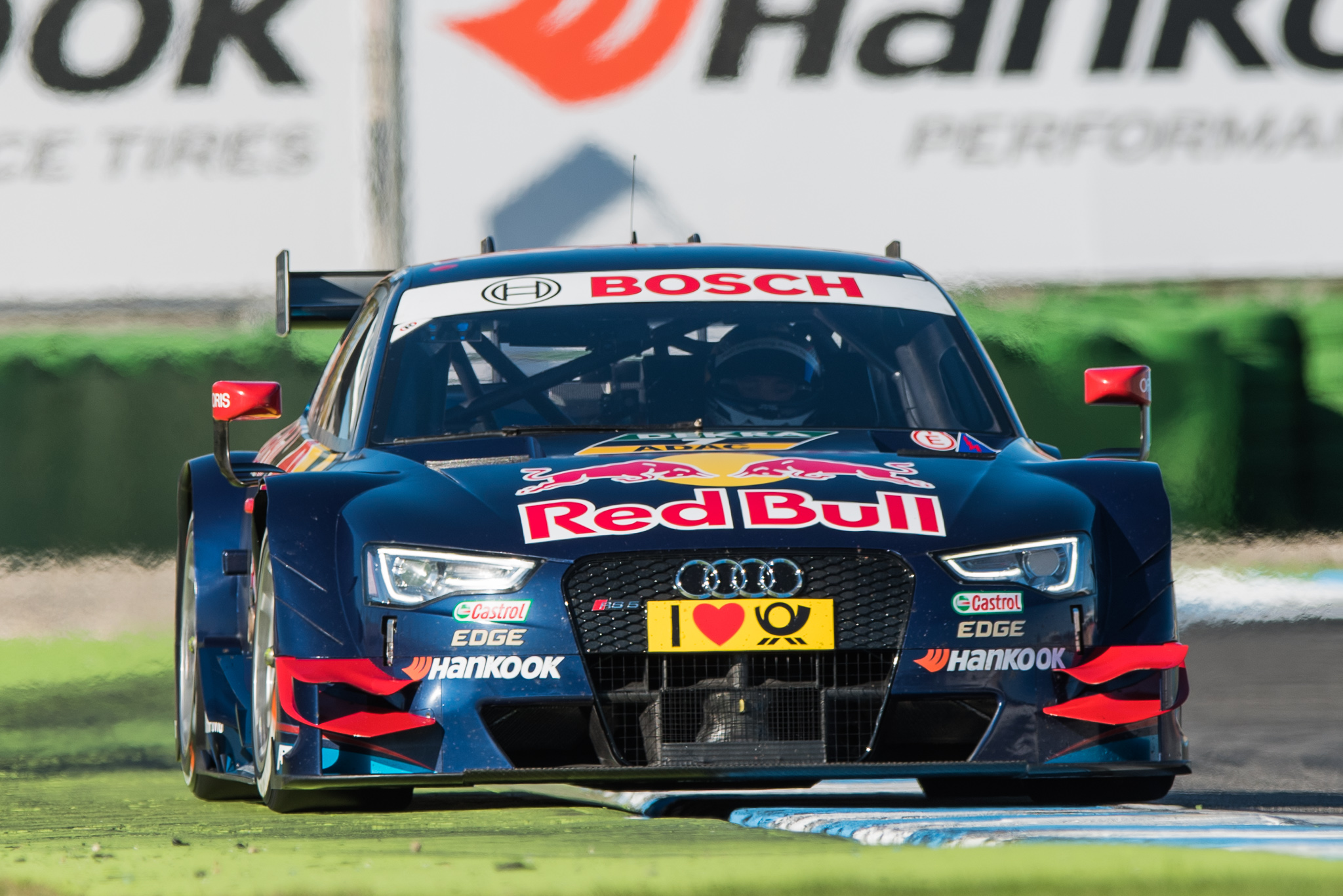
Mattias Ekström, DTM 2014 - Hockenheimring

Ekström, som är uppvuxen i Snickarbo i Avesta, kör i DTM för stallet Audi Sport Team Abt Sportsline i en Audi RS5 DTM. Han vann säsongerna 2004 och 2007 och kom tvåa 2005 efter Gary Paffett. Ekström kör ibland även rally.
Ekström var nominerad till Jerringpriset 2007 men kom då på femte plats. Han var även nominerad till Årets manlige idrottare för prestationer under 2007 på Svenska Idrottsgalan 2008, utan att vinna priset. Han har även vunnit Race of Champions fyra gånger – 2006, 2007, 2009 och 2023.

### DTM-segrar
| Nummer | Bana         | År   |
| ------ | ------------ | ---- |
| 1      | Zandvoort    | 2002 |
| 2      | Adria        | 2004 |
| 3      | Lausitzring  | 2004 |
| 4      | Zandvoort    | 2004 |
| 5      | Brno         | 2004 |
| 6      | Brno         | 2005 |
| 7      | Nürburgring  | 2005 |
| 8      | Lausitzring  | 2005 |
| 9      | Brands Hatch | 2006 |
| 10     | Hockenheim   | 2007 |
| 11     | Hockenheim   | 2008 |
| 12     | Zandvoort    | 2008 |
| 13     | Le Mans      | 2008 |
| 14     | Valencia     | 2010 |

### Kronologi
- 1993 -  Gokart
- 1994 -  Gokart, Renault 5 Cup
- 1995 -  2:a Renault 5 Junior Cup
- 1996 -  1:a Renault 5 Junior Cup
- 1997 -  2:a Swedish Touring Car Championship, STCC
- 1997 -  "Rookie of the year" (Volvo)
- 1998 -  8:a Swedish Touring Car Championship, STCC (Ford)
- 1999 -  1:a Swedish Touring Car Championship, STCC (Audi A4 quattro)
- 2000 -  3:a Swedish Touring Car Championship, STCC (Volvo)
- 2001 -  8:a German Touring Car Masters, DTM(Abt-Audi TT-R)
- 2001 -  6:a Nürburgring 24-timmars (Mitsubishi)
- 2002 -  3:a German Touring Car Masters, DTM (Abt-Audi TT-R)
- 2003 -  4:a German Touring Car Masters, DTM (Abt-Audi TT-R)
- 2004 -  1:a Grupp N Svenska Rallyt (Mitsubishi)
- 2004 -  1:a Grupp N Rally Catalunya (Mitsubishi)
- 2004 -  1:a German touring car masters, DTM (Audi A4 DTM)
- 2005 -  10:a Svenska Rallyt (Skoda Fabia WRC)
- 2005 -  2:a German touring car masters, DTM (Audi A4 DTM)
- 2006 -  10:a Svenska Rallyt (Skoda Fabia WRC)
- 2006 -  10:a Tyska rallyt (Skoda Fabia WRC)
- 2006 -  8:a German Touring Car Masters, DTM (Audi A4 DTM)
- 2006 -  Vinnare av Race of Champions 2006
- 2007 -  1:a German Touring Car Masters, DTM (Audi A4 DTM)
- 2007 -  Vinnare av Race of Champions 2007
- 2009 -  Vinnare av Race of Champions 2009
- 2011 -  Vinnare av Spa 24-timmars (Audi R8 LMS)
- 2014 -  1:a rallycross, VM-deltävling Sverige (Höljes)
- 2014 -  2:a rallycross, VM-deltävling Tyskland
- 2016 -  Total världsmästare i rallycross.[1]

### Fotnoter
1. ↑  ”Mattias Ekström världsmästare i rallycross”. SVT Sport. 16 oktober 2016. http://www.svt.se/sport/motorsport/ekstrom-varldsmastare/. Läst 16 oktober 2016.